# موتیو آدگوکه
موتیو آدگوکه (انگلیسی: Mutiu Adegoke؛ زادهٔ ۱۰ فوریهٔ ۱۹۸۴) بازیکن فوتبال اهل نیجریه است که در پست دفاع بازی می‌کرد که در حال حاضر بازنشسته شده است.
وی در تیم ملی فوتبال نیجریه بازی کرده است.